# Albert Rudolph
Albert Rudolph (* 4. Februar 1901 in Saarburg; † nach 1945) war ein deutscher Wirtschaftsgeograph und Professor an der Martin-Luther-Universität Halle-Wittenberg.

## Leben
Er war der Sohn eines Landjägermeisters und studierte von 1922 bis 1924 an den Universitäten in Halle, Berlin und Leipzig Wirtschaftswissenschaften. Anschließend war er als Kaufmann in Berlin tätig. 
1931 promovierte er an der Berliner Universität mit der Dissertation Wirtschaftsgeographie des Kreises Bitterfeld. Er trat zum 1. September 1932 der NSDAP bei (Mitgliedsnummer 1.325.796).
Auf Anregung und unter Mitarbeit von NSDAP-Gauleiter Rudolf Jordan gab er 1935 das Heimatbuch vom Gau Halle-Merseburg Zwischen Harz und Lausitz heraus. Im darauffolgenden Jahr wurde er Landesverwaltungsrat bei der Regierung Merseburg.
1941 wurde er Landrat in Quedlinburg und erhielt am 15. August 1942 offiziell dieses Amt übertragen.
Nach dem Zweiten Weltkrieg verliert sich seine Spur.